# Legislativ-Yuan
Der Legislativ-Yuan (chinesisch 立法院, Pinyin Lìfǎ Yuàn, englisch Law-establishing Court) ist einer der fünf Yuans (Staatsräte) der Republik China auf Taiwan in Taipeh und das Parlament Taiwans, welches mit der Gesetzgebungskompetenz ausgestattet ist und die Arbeit des Exekutiv-Yuans überwacht. Außerdem gibt es noch Yuans für die Exekutive, Judikative, Kontrolle und die Prüfung. Der Legislativ-Yuan wurde nach Sun Yat-sens Drei Prinzipien des Volkes gegründet und ist vergleichbar mit der westlichen Legislative im Sinne der Gewaltenteilung. Informell wird der Legislativ-Yuan auch Parlament (國會 / 国会,  Guóhuì) genannt. Aktueller Parlamentspräsident ist Han Kuo-yu (KMT).

## Zusammensetzung
Bei der Wahl zum Legislativ-Yuan werden 113 Abgeordnete für vier Jahre gewählt. Zur Anwendung kommt ein Zwei-Stimmen-Wahlsystem mit kombinierter Mehrheits- und Verhältniswahl:
- In 73 Wahlkreisen wird jeweils ein Abgeordneter nach dem relativen Mehrheitswahlrecht direkt gewählt.
- 6 weitere Abgeordnete werden von den indigenen Völkern Taiwans direkt gewählt.
- Die übrigen 34 Sitze wurden über die Zweitstimme nach dem Verhältniswahlrecht vergeben. Dabei sind auch Überseechinesen bzw. Übersee-Taiwaner wahlberechtigt. Es gibt eine 5-Prozent-Sperrklausel.

## Arbeit

### Reguläre Arbeit
Der Legislativ-Yuan hat die Befugnis, Gesetze zu bewilligen oder abzulehnen. Der Umfang der Kontrolle über den Exekutiv-Yuan war während der 1990er unklar, jedoch musste sich der Exekutiv-Yuan nur vor dem Präsidenten der Republik rechtfertigen.
Große Teile der Arbeit des Legislativ-Yuan werden durch Gesetzgebungsausschüsse erledigt. Sehr populär sind Interviews im Fernsehen, bei denen Exekutiv-Yuan Mitglieder sich Fragen von Oppositionellen stellen müssen.
Die anderen Yuans haben das Recht, Gesetzentwürfe an den Legislativ-Yuan weiterzugeben. Diese Gesetzentwürfe müssen jedoch noch von einer bestimmten Anzahl an Gesetzgebern mitunterschrieben werden. Wenn ein Gesetzentwurf vom Legislativ-Yuan bearbeitet wird, gibt es drei Lesungen.

### Handgreifliche Auseinandersetzungen
Seit der Demokratisierung in den 1990er Jahren ist der Legislativ-Yuan dafür berüchtigt, dass es bei kontroversen politischen Debatten gelegentlich auch zu handgreiflichen Auseinandersetzungen kommt:
- Die erste handgreifliche Auseinandersetzung fand am 7. April 1988 statt, als der DPP-Abgeordnete Chu Kao-cheng auf den Rednertisch sprang und dadurch ein Handgemenge auslöste.[3]
- In den 1990ern gab es viele Fälle von Faustkämpfen, ausgelöst durch Meinungsverschiedenheiten über aktuelle Entscheidungsverfahren.
- Am 23. März 2004 kam es zu Rangeleien bei der Debatte um die erneute Stimmenauszählung nach der Präsidentenwahl 2004.
- Am 30. Mai 2006 griff sich die DPP-Abgeordnete Wang Shu-hui das Papier mit dem Gesetzesentwurf über die Einrichtung direkter Transportverbindungen zur Volksrepublik China und steckte es in den Mund, um zu verhindern, dass darüber abgestimmt würde. Abgeordnete der Kuomintang zogen sie an den Haaren, um sie zu zwingen, es wieder auszuspucken. Dies tat sie wenig später auch, zerriss das Papier aber gleich anschließend.
- Am 8. Mai 2007 kam es zu Auseinandersetzungen um die Sprechertribüne, wobei Boxhiebe ausgeteilt wurden und Abgeordnete sich gegenseitig mit Wasser besprühten.
- Am 25. Juni 2013 kam es zu einem lautstarken Handgemenge über eine geplante Steuer für Kapitalerträge.[4][5]
- Am 2. August 2013 ergaben sich tumultartige Szenen um ein geplantes Referendum über ein viertes Kernkraftwerk.[6][7]
- Anfang Juli 2017 kam es zu besonders heftigen Auseinandersetzungen um die von der Regierung geplanten Infrastrukturmaßnahmen. Die Opposition warf der regierenden DPP vor, ihre eigenen politischen Anhänger zu begünstigen. Abgeordnete machten Anstalten, Stühle durch den Plenarsaal zu werfen. Andere zogen die elektrischen Stecker der Lautsprecheranlage um die Verlesung des Gesetzestextes zu verhindern, es kam zu Ringkämpfen einzelner Abgeordneter usw.[8][9]
- Am 27. November 2020 wurden Schweine-Innereien durch das Parlamentsgebäude geworfen und Fausthiebe ausgeteilt. Anlass war ein Streit um den erleichterten Import von US-amerikanischem Schweinefleisch, das unter Anwendung des umstrittenen Ractopamin erzeugt worden war, nach Taiwan.[10]

Auf westliche Beobachter wirken die zum Teil tumultartigen Szenen oft schockierend, während Taiwaner sie meist wesentlich gelassener hinnehmen. Die Rempeleien und Rangeleien, die zum Teil live im Fernsehen übertragen wurden, seien nicht so ernst zu nehmen und Ausdruck der vitalen und lebendigen taiwanischen Demokratie. Zum Teil handle es sich auch um reine Schaukämpfe, mit denen die Abgeordneten ihren Wählern zeigen wollten, dass sie sich für ihre Interessen einsetzten. Andere betrachteten die Vorkommnisse kritischer. Die Handgreiflichkeiten seien beschämend und lenkten von den eigentlichen Inhalten ab. Häufig seien die streitenden Parteien und auch die berichtenden Journalisten gar nicht ganz genau über die Inhalte der strittigen Punkte informiert.

## Geschichte
Der erste Legislativ-Yuan wurde in der ersten Hauptstadt Nanjing der Republik China nach dem Nordfeldzug gegründet. Seine 51 Mitglieder wurden für eine Amtszeit von zwei Jahren eingesetzt. Der vierte Legislativ-Yuan erweiterte die Mitgliedszahl auf 194 und die Amtszeit wurde wegen des Zweiten Japanisch-Chinesischen Krieges auf 14 Jahre verlängert. Im Sinne des Politikverständnisses der KMT waren die ersten vier Legislativ-Yuan mehr eine politische Vormundschaft.
Die aktuelle Version der Verfassung der Republik China trat nach freien Wahlen am 1. Januar 1947 in Kraft und der erste Legislativ-Yuan nach dem Zweiten Weltkrieg trat am 18. Mai 1948 mit 760 Mitgliedern zusammen. Hierfür waren sechs Vorbereitungstreffen am 8. Mai 1948 nötig, während denen Sun Fo und Chen Li-fu als Präsident und Vize-Präsident gewählt wurden. Im Jahr 1949 verlor die Regierung der Republik China Festlandchina an die Rote Armee unter Mao Zedong und der Legislativ-Yuan floh zusammen mit der ganzen Regierung der Republik China nach Taiwan, wo Taipeh die provisorische Hauptstadt und somit der neue Sitz des Yuan wurde. Am 24. Februar 1950 versammelten sich 380 Mitglieder in der Sun Yat-sen Halle in Taipei.

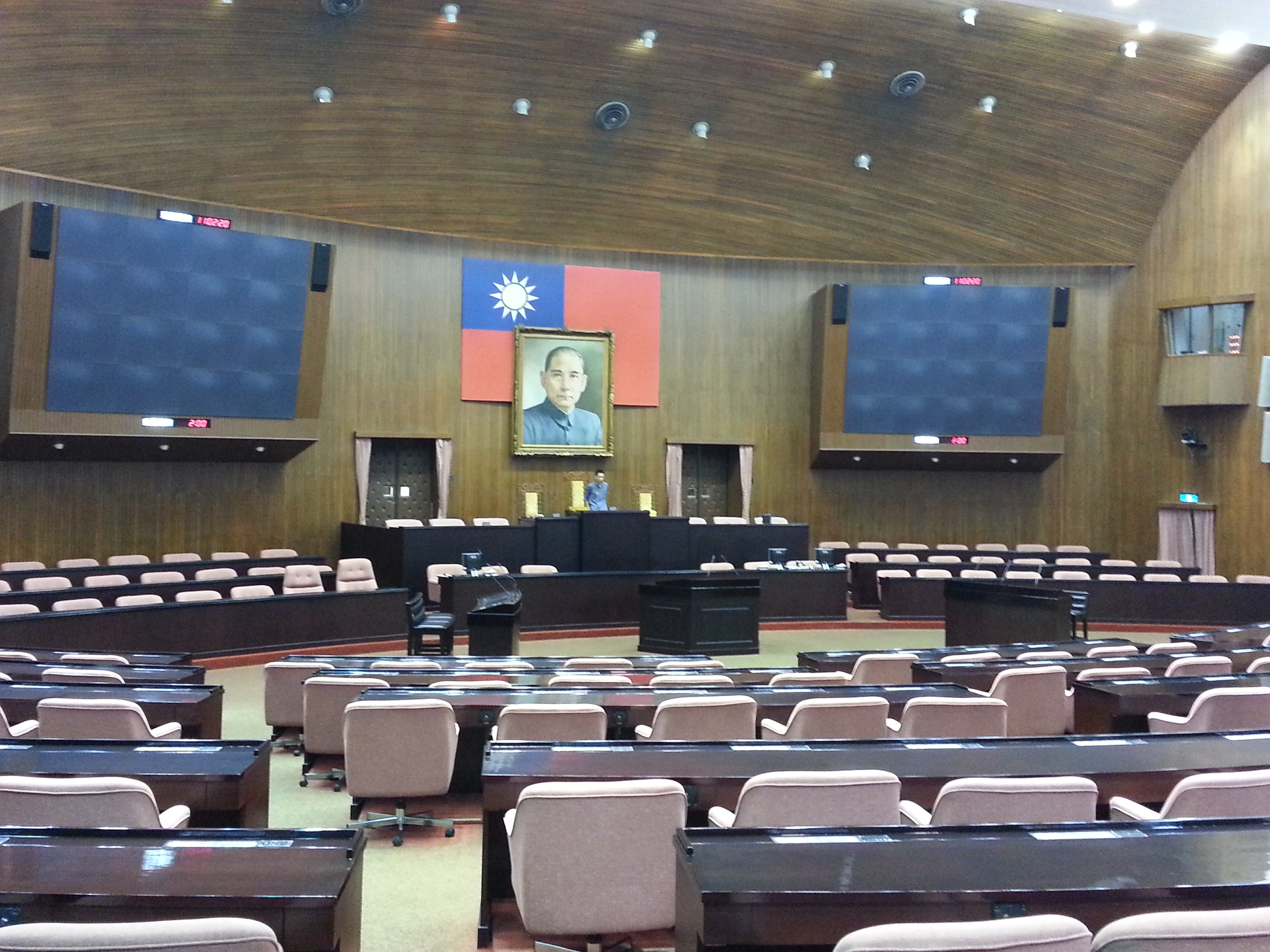
Sitzungssaal des Legislativ-Yuans (2013)

Nach dem Verlust Festlandchinas an die Kommunisten wurden gesamtchinesische Wahlen unmöglich. Der Justiz-Yuan beschloss deswegen, weitere Wahlen aufzuschieben, bis das Festland wieder rechtmäßig zurückerobert worden sei und wieder freie Wahlen stattfinden konnten. Über die Jahre verstarben einige der auf dem Festland gewählte Mitglieder, und ihre Sitze wurden an 11 neue erstmals aus Taiwan stammende Mitglieder, die 1969 gewählt wurden, vergeben. Danach entschied sich die regierende Kuomintang, künftig regelmäßige Wahlen in Taiwan abzuhalten. Die noch auf dem Festland gewählten Abgeordneten behielten weiter ihre Abgeordnetenmandate. 51 neue Mitglieder wurden für eine 3-Jahres-Amtszeit 1972 gewählt, 52 im Jahr 1975, 97 im Jahr 1980, 98 im Jahr 1983, 100 im Jahr 1986 und noch einmal 100 im Jahr 1989. Obwohl die gewählten Mitglieder nicht die Mehrheit hatten, Gesetze abzulehnen, konnten sie den Yuan als Plattform für eigene Interessen nutzen. Bis 1991 waren oppositionelle Parteien (siehe Dangwai) in Taiwan verboten. In den 1970ern gab es einige Legislativ-Kandidaten der Dangwai, welche sich 1985 zur Demokratischen Fortschrittspartei formierten.
Die Ursprungsmitglieder des Legislativ-Yuan, die noch vom Festland stammten, blieben bis zum 31. Dezember 1991 im Amt und wurden in der Folge der Demokratisierung auf Taiwan vom Justiz-Yuan zum Rücktritt gezwungen. Die gewählten Mitglieder von 1989 blieben, bis 161 neue Mitglieder 1992 für den zweiten Legislativ-Yuan gewählt wurden. Der dritte Legislativ-Yuan wurde 1995 mit 164 Mitgliedern und einer Amtszeit von drei Jahren gewählt. Der vierte Yuan wurde im Jahr 1998 mit insgesamt 225 Mitgliedern gewählt und umfasste auch Gesetzgeber der aufgelösten Provinz-Legislatur der Provinz Taiwan.
Der Legislativ-Yuan legte an Bedeutung während der Präsidentschaftswahlen im Jahr 2000 zu, als die DPP den Präsidenten stellte, während der Legislativ-Yuan noch eine Mehrheit von Kuomintang-Mitgliedern hatte. Die Parlamentswahl 2001 war deswegen sehr interessant, weil die pan-blaue Koalition immer mit nur einer geringfügig größeren Mehrheit gegenüber der regierenden pan-grünen Koalition gewann. Dies machte die Abstimmungen über Entwürfe abhängig von Überläufern und Parteilosen und entwickelte sich zu einem parteimotivierten Dauerstreit zwischen dem Legislativ-Yuan und dem Exekutiv-Yuan.
Mit 70-prozentiger Unterstützung der Bevölkerung stimmte der Legislativ-Yuan mit 217 zu einer Stimme am 23. August 2004 für ein Paket von Reformen:
- Die Anzahl der Sitze sollten von 225 auf 113 halbiert werden
- Wechsel zu einem Doppelstimmen-Wahlsystem
- Verlängerung der Amtszeit von drei auf vier Jahre, für eine Angleichung an die Präsidentschaftswahlen.

Das neue Wahlsystem verlangt 73 Mehrheitssitze (einer für jeden Wahlkreis), sechs Sitze für Ureinwohner Taiwans und die verbleibenden 34 Sitze werden durch Parteienlisten vergeben. Jeder Landkreis hat mindestens einen Wahlkreis, was mindestens einen Sitz im Legislativ-Yuan garantiert, während bei den Sitzen für Parteimitglieder die Hälfte Frauen sein müssen.
Ein DPP-Antrag forderte das Bürgerrecht, Verfassungsreferenden initiieren zu können, was wegen zu geringer Unterstützung aufgegeben wurde. Der Vorschlag wurde kritisiert, da die Möglichkeit einer zu freien Verfassungsänderung zu sehr zu Missbrauch führen könnte; während bei einer Legislativ-Yuan-Abstimmung eine Dreiviertelmehrheit gebraucht wird, die einen Konsens verraussetzt, könnte ein Bürgerreferendum zur Spaltung der Bevölkerung führen. Es wurde auch befürchtet, dass dieses Recht zu einem Referendum über die Unabhängigkeit Taiwans führen könnte, was in einem Konflikt mit der Volksrepublik China enden könnte.
Der Legislativ-Yuan schlug auch vor, sich selbst das Recht zuzusprechen, jederzeit eine Wiederwahl des Präsidenten und Vize-Präsidenten verlangen zu können. (Dies wurde von einem Viertel der Parlamentarier vorgeschlagen und von zwei Dritteln der Gesetzgeber für ein nationales Referendum freigegeben.) Der Legislativ-Yuan hat ebenfalls die Macht, den Präsidenten und Vizepräsidenten anzuklagen und vor den Rat der Obersten Richter zu bringen.
Am 20. Juli 2007 verabschiedete der Legislativ-Yuan ein Lobbyismus-Gesetz.

### Kontroverse um Wang Jin-pyng und Abhörskandal
Im August 2013 wurde Parlamentspräsident Wang von der Sonderuntersuchungseinheit des Justizministeriums beschuldigt, in einem Untersuchungsverfahren gegen den Oppositionspolitiker Ker Chien-ming (Demokratische Fortschrittspartei) unzulässigen Einfluss auf die Staatsanwaltschaft ausgeübt zu haben. Präsident und Kuomintang-Vorsitzender Ma Ying-jeou äußerte, Wang habe der taiwanischen Demokratie großen Schaden zugefügt und kündigte Wangs Ausschluss aus der Kuomintang an, der am 12. September 2013 erfolgte. Mit dem Parteiausschluss drohte Wang der Verlust seines Abgeordnetenmandats und somit auch der Verlust des Amtes als Parlamentspräsident. Er klagte gegen den Parteiausschluss und erwirkte eine einstweilige Verfügung, wonach er vorerst im Amt bleiben kann.
Im Rahmen der Affäre wurde bekannt, dass die Sonderuntersuchungseinheit des Justizministeriums nicht nur Telefongespräche Wangs, sondern auch zahlreicher anderer Parlamentsabgeordneter und sogar die Telefonzentrale des Parlaments abgehört hatte, was sowohl im Parlament als auch in der Bevölkerung lautstarke Proteste gegen das Justizministerium und Präsident Ma auslöste und den Rücktritt des Justizministers Tseng Yung-fu zur Folge hatte.

### Parlamentsbesetzung durch Demonstranten 2014

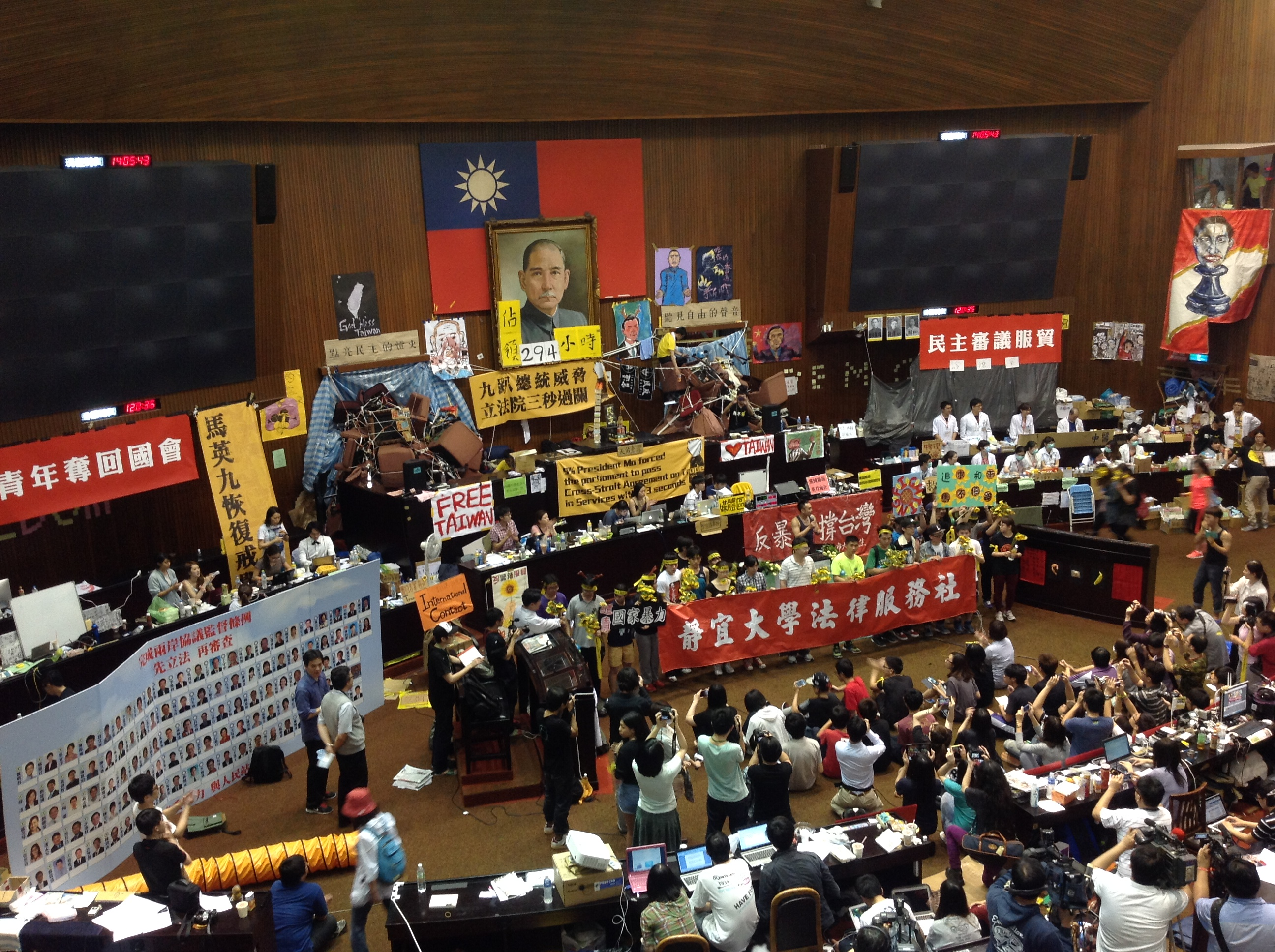
Der besetzte Plenarsaal

Am 18. März 2014 wurde das Parlamentsgebäude durch vorwiegend studentische Demonstranten und Bürgerinitiativen (Sonnenblumen-Bewegung) besetzt, nachdem die Fraktion der Regierungspartei Kuomintang entgegen vorheriger Abmachungen mit den Oppositionsparteien einseitig die Ratifizierung eines umstrittenen Handels- und Dienstleistungsabkommen zwischen Taiwan und China im Zuge des Rahmenabkommens über Wirtschaftliche Zusammenarbeit (ECFA) angekündigt hatte. Nach Zugeständnissen seitens der Regierung endete die Besetzung am 10. April nach 24 Tagen friedlich.

## Liste der Präsidenten des Legislativ-Yuan
Vor der Verfassung von 1947:
1. Hu Hanmin (1928-10 - 1932-1)
2. Chang Ji (1932-1 - 1932-1)
3. Sun Fo (1932-1 - 1947-5)

Nach der Verfassung von 1947:
1. Sun Fo (孫科, 17. Mai 1948 – 24. Dez. 1948, KMT)
2. Tung Gun-shin (童冠賢, 24. Dez. 1948 – 7. Okt. 1949, KMT)
3. Liu Jin-chin (劉健群, 5. Dez. 1950 – 19. Okt. 1951, KMT)
4. Chang Tao-fan (張道藩, 11. März 1952 – 20. Feb. 1961, KMT)
5. Huang Guo-shu (黃國書, 28. Feb. 1961 – 19. Feb. 1972, KMT)
6. Ni Wen-ya (倪文亞, 2. Mai 1972 – 20. Dez. 1988, KMT)
7. Liu Kwo-tsai (劉闊才, 24. Feb. 1989 – 20. Feb. 1990, KMT)
8. Liang Su-yung (梁肅戎, 27. Feb. 1990 – 31. Dez. 1991, KMT)
9. Liu Sung-pan (劉松藩, 17. Jan. 1996 – 31. Jan. 1999, KMT)
10. Wang Jin-pyng (王金平, 1. Feb. 1999 – 31. Jan. 2016, KMT)
11. Su Jia-chyuan (蘇嘉全, 1. Feb. 2016 – 31. Jan. 2020, DPP)
12. You Si-kun (游錫堃, 1. Feb. 2020 – 31. Jan. 2024, DPP)
13. Han Kuo-yu (韓國瑜, 1. Feb. 2024 – , KMT)